# بورديتيلا طيرية
بورديتيلا طيرية (الاسم العلمي: Bordetella avium) هي نوع من البكتيريا، سلبية الغرام، تتبع البورديتيلا.